# 戸高美湖
戸高 美湖（とだか みこ、2006年8月14日 - ）は、日本の女性アイドル。女性アイドルグループさくら学院の元メンバー。広島県出身。アミューズ所属。

## 略歴
5歳から地元のダンススクールに通っていた。
2016年、アクターズスクール広島（ASH）の「第35期入学オーディション」に合格。アクターズスクール広島のBクラスに所属し、「MAX♡GIRLS」10期生として活動を開始する。
2018年、「愛踊祭2018」のために選抜されたスクール内ユニット「革命少女」のメンバーに抜擢され、約1年間活動した。
2019年5月6日、文京シビックホール 大ホールで開催された「さくら学院 2019年度～転入式～」にて、さくら学院へ転入（加入）し、アミューズに所属する。
同年9月23日、「2019 AutumnAct」に参加し、さくら学院に転入した事、アクターズスクール広島を卒業する事を正式に発表した。
2020年9月14日配信の『さくら学院の顔笑れ!!FRESH!マンデー』にて、2020年度生徒総会が開催され、3代目パフォーマンス委員長に任命された。
2021年8月末のさくら学院の活動終了に伴い同グループから卒業した。

## 人物
特技はダンス、カラオケ。
好きな食べ物は焼き魚。